# Ixora margaretae
Espèce
Classification phylogénétique
Statut de conservation UICN

 VU A2ce; B1ab(iii)+2ab(iii) : Vulnérable
Ixora margaretae est une espèce de plantes à fleurs de la famille des Rubiaceae. C'est un petit arbre de la forêt sclérophylle de Nouvelle-Calédonie. C'était la seule espèce du genre Captaincookia avant qu'elle ne soit reclassée dans le genre Ixora du fait de très fortes similitudes. Ce genre compte en Nouvelle-Calédonie 15 espèces dont 14 endémiques.
L’espèce est endémique de Nouvelle-Calédonie.

## Description

### Aspect général
L’arbre est soit monocaule (un seul tronc), soit peu ramifié. Son architecture correspond à celle de Corner. L’arbre peut mesurer 7 à 8 mètres de haut, la hauteur la plus fréquente se situant entre 3 et 4 mètres. Le diamètre du tronc est de 10 à 25 cm. L'écorce est de couleur très foncée, presque noire, et sa surface est peu rugueuse. Les feuilles sont très grandes (30 à 40 cm de long). De couleur vert foncé sur le dessus et vert clair dessous, la feuille possède une nervure médiane jaune clair. Elles sont bien lisses, épaisses et dures.

### Fleurs
Les fleurs sont de belles clochettes rouge carmin ou fuchsia. Elles poussent directement sur le tronc, ce qui fait de l'espèce un arbre cauliflore. Elles font 5 cm de long et 1,5 cm de large. Les étamines et le pistil sont jaune foncé et dépassent largement de la fleur. La fleur avant son ouverture ressemble un peu à un piment, ce qui vaut à l'arbre le surnom de "fontaine piment",.

## Reproduction
La floraison a lieu du mois de juillet au mois d’octobre. Les fleurs sont nombreuses. Les fruits font 8 mm de long et sont de couleur rouge foncé lorsqu’ils sont murs. Ils sont mous.
Les graines germent facilement mais l’arbre pousse lentement. Ses fruits sont mangés par les Zostérops.

## Répartition
Cet arbre est très rare : il n’est connu que de la commune de Poya et de Pouembout. On en trouve quelques spécimens au Parc zoologique et forestier ainsi que dans le jardin du Château Hagen à Nouméa et dans le Centre d'Éducation à l'Environnement à Mont Dore.
Cet arbre pousse dans les bas-fonds humides en sous-bois, mais jamais sur des terrains en pente. Il fait partie de l’étage inférieur de la forêt. On le trouve sur des sols de couleur noire. 

## Histoire
Il a été découvert dans les années 1970 par M. Mac Kee, récolteur pour le Muséum national d'histoire naturelle de Paris. Le premier nom latin de cette plante (Captaincookia margaretae) a été donné en son honneur : grand admirateur du capitaine Cook, Mac Kee travaillait toujours avec sa femme dont le prénom était Margareth[réf. nécessaire].

## Philatélie
Cette espèce figure sur un timbre de l'OPT de 2013 dessiné par Jean-Paul Véret-Lemarinier. En légende, c'est son ancien nom de genre qui est indiqué (Captaincookia).

## Sources
- (en) GRIN : genre Captaincookia  N. Hall (+liste d'espèces contenant des synonymes)
- (en) UICN : espèce Ixora margaretae N.Hallé, 1973 (consulté le 21 mai 2015)
- Ixora margaretae (Association Endémia)